# Bertha Lehmann-Filhés
Bertha Lehmann-Filhés (geboren als Bertha Filhés 20. Februar 1819 in Berlin; gestorben nach 1887) war eine deutsche Schriftstellerin, die auch unter ihrem Mädchennamen und unter dem Pseudonym L. Berthold-Filhés publizierte.

## Leben
Bertha Filhés war die Tochter eines schlesischen Gutsbesitzers, der sie und ihre zwei Schwestern selbst unterrichtete, bis Karl Rosenkranz, ein Onkel der Kinder, den Unterricht übernahm. Sie heiratete und zog nach Berlin. Sie hatten mehrere Kinder. Ihr Mann, der Philologe Rudolf Lehmann, starb nach 14-jähriger Ehe. Anregungen zur Schriftstellerei erhielt sie von Elisabeth Ebeling, mit der zusammen sie mehrere Dramen und Bücher verfasste. Sie übersetzte aus dem Isländischen und war Mitglied der Isländischen Literarischen Gesellschaft. Sie war die Mutter des Astronomen Rudolf Lehmann-Filhés (1854–1914).

## Werke (Auswahl)

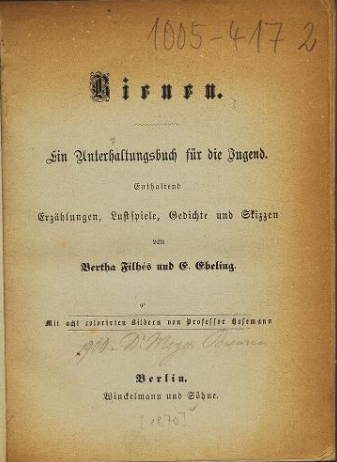
Bienen (1870)

- Ein Trauring. Schwank in einem Akte. Berlin 1861.
- Erinnerungen. Erzählungen und Novellen für die reifere Jugend. Illustrationen von Theodor Hosemann. Winckelmann, Berlin 1863.
- Der falsche Groschen. Ruschelgeistchen. Von Bertha Filhés. Herrn Staarmatz’ Lebensgeschichte. Von Elisabeth Ebeling. Meinhold, Dresden 1868. (Meinhold’s illustrirte Groschen-Bibliothek für die deutsche Jugend 21)
- Fioretta. Meinhold, Dresden 1868.
- Bertha Filhés und Elisabeth Ebeling: Bienen. Ein Unterhaltungsbuch für die Jugend. Enthaltend Erzählungen, Lustspiele, Gedichte und Skizzen. Mit Illustrationen von Theodor Hosemann. Winckelmann, Berlin 1870. (Digitalisat)
- Er hat etwas vergessen. Genrebild in 1 Akt. Bloch, Berlin 1870. (Digitalisat)
- Sonntagslaune. Dramatische Kleinigkeit. Bloch, Berlin 1870.
- Die Condolenzvisite. Dramatisirtes Bild in 1 Aufzuge. Bloch, Berlin 1871.
- Schwalben. Ein Jugendbuch enthaltend Erzählungen, Sagen, Skizzen und Märchen. Von Elisabeth Ebeling und Bertha Filhés. Flemming, Glogau 1872.
- Der Wächter auf der Josephshöhe. Trewendt, Breslau 1872.
- Professors Herzensstudien. Lustspiel in 1 Akt. Bloch, Berlin 1875.
- Landpartie. Dramatischer Scherz in 1 Akt. Bloch, Berlin 1875.
- Maitrank. Bluette in 1 Akt. Bloch, Berlin 1875.
- Bergluft. Lustspiel in 1 Akt. Bloch, Berlin 1876.
- Schloss Isenstein. Roman. 2 Bände. Breslau 1881.
- Auf der Flucht. Lustspiel in 1 Akt. Bloch, Berlin 1883.
- Ein Braut-Examen. Lustspiel in 1 Akt. Bloch, Berlin 1883.
- Auf dem Gipfel des Glücks. Lustspiel. Bloch, Berlin 1884.[2]
- Der photographierte Kanonier. Soloscherz für eine Dame. Lassar, Berlin 1884.[3]
- Der Tante Rat. Solo-Scene für eine Dame. Bloch, Berlin 1884. (Digitalisat)
- Liebes-Orakel. Soloscene für eine Dame. Bloch, Berlin 1884.
- Vier Herzen und ein Schlag. Lustspiel in 1 Akt. Bloch, Berlin 1884.
- Zu jung. Lustspiel in 1 Akt. Bloch, Berlin 1884.
- Allerliebste Geschichten für brave Kinder. Geschichten, Fabeln, Märchen und Gedichte. Von Bertha Filhés und Elisabeth Ebeling. Bagel, Mühlheim 1885.
- Der Rechte. Solo-Scene für eine Dame. Bloch, Berlin 1885.
- Blumensprache. Genrebild. Lassar, Berlin.[4]
- Das Kaiserfenster. Gedicht. Walther & Apolanth, Berlin 1888.
- Die Frau des Kapitäns. Walther & Apolanth, Berlin 1888.
- Was Großmutter erzählt. Schöne Erzählungen für die Jugend. Bagel, Mühlheim 1890.
- Mütterchen Elisabeth. Aus dem Tagebuch eines jungen Mädchens. Trewendt, Breslau 1892.
- Der Himmel auf Erden. Ein Merkbuch. 1893.[5]